# Aedes sinensis
Aedes sinensis är en tvåvingeart som beskrevs av Chow 1950. Aedes sinensis ingår i släktet Aedes och familjen stickmyggor. Inga underarter finns listade i Catalogue of Life.